# 박경숙
박경숙(朴瓊淑, 1961년 7월 15일~)은 대한민국의 정치인으로, 제7대 충청북도 보은군의원이었다.

## 학력
- 1968.03 ~ 1974.02 동광국민학교 졸업
- 1974.03 ~ 1977.02 보은여자중학교 졸업
- 1977.03 ~ 1980.02 보은여자고등학교 졸업
- 청주대학교 사범대학 지리교육학과 졸업
- 서울디지털대학교 사회복지학과 졸업

## 경력
- 사회복지사
- 박덕흠 국회의원 비서
- 국제로타리 보은군 클럽 영부인회 회장
- 보은천주교 자모회 회장
- 보은중학교 자모회 회장
- 파랑새지역아동센터 운영위원
- 2014.07 ~ 2018.06 제7대 충청북도 보은군의회 의원
- 2014.07 ~ 2016.07 제7대 충청북도 보은군의회 전반기 산업경제위원회 위원
- 2014.07 ~ 2016.07 제7대 충청북도 보은군의회 전반기 행정운영위원회 위원
- 2014.07 ~ 2016.07 제7대 충청북도 보은군의회 전반기 예산결산위원회 위원
- 2015.12 ~ 2015.12 제7대 충청북도 보은군의회 행정사무감사특별위원회 간사
- 2016.07 ~ 2018.06 제7대 충청북도 보은군의회 후반기 조례심사특별위원회 위원장
- 2016.07 ~ 2018.06 제7대 충청북도 보은군의회 후반기 예산결산특별위원회 위원
- 2016.10 ~ 2016.10 제7대 충청북도 보은군의회 행정사무감사특별위원회 위원장
- 2017.12 ~ 2017.12 제7대 충청북도 보은군의회 행정사무감사특별위원회 간사
- 2020.02.19 미래통합당 탈당
- 2022.07 ~ 제12대 충청북도의회 의원
  - 제12대 충청북도의회 전반기 산업경제위원회 위원장
  - 제12대 충청북도의회 충북과학기술혁신원원장후보자인사청문특별위원회 위원장
  - 제12대 충청북도의회 제3기 예산결산특별위원회 위원
  - 제12대 충청북도의회 후반기 산업경제위원회 위원
- 2024.08.07 국민의힘 탈당
- 2024.12.13 더불어민주당 입당

## 역대 선거 결과
|  | 61.65% |

|  | 49.61% |

|  | 30.56% |

|  | 36.52% |

|  | 60.64% |